# Целан, Пауль
Па́уль Це́лан (нем. Paul Celan, [ˈpaʊl ˈtselan]; настоящее имя Па́уль А́нчель, нем. Paul Antschel, рум. Paul Ancel; 23 ноября 1920[…], Черновцы — предп. 20 апреля 1970, Париж, Франция) — немецкоязычный румынский, позже французский поэт и переводчик. Анчели принадлежали к немецкоязычным евреям Буковины, и Пауль с юности писал стихи на родном для него немецком языке. Вторую мировую войну Пауль Анчель пережил в черновицком гетто и затем на лагерных работах; его родители погибли во время Холокоста. Холокост стал темой раннего и самого известного стихотворения поэта «Фуга смерти», опубликованного, как и последующие стихотворения, под псевдонимом Пауль Целан (анаграмма фамилии Анчель в румынском написании).
После нескольких лет в Бухаресте и Вене Целан в 1952 году поселился в Париже. В 1955 году он получил французское гражданство. Сборник 1952 года «Мак и память», в котором была напечатана и «Фуга смерти», принёс Целану известность в литературной среде Германии. В последующие годы, живя в Париже и преподавая в Высшей нормальной школе, он издавался в Германии и приезжал туда для участия в чтениях и других мероприятиях. Принятие Целана немецким литературным истеблишментом не было гладким и происходило постепенно, но в конце 1950-х ему были присуждены две престижные награды — литературная премия свободного ганзейского города Бремена (1958) и премия Георга Бюхнера (1960). В 1960-х Целана неоднократно выдвигали на Нобелевскую премию по литературе. Параллельно с середины 1950-х годов вдова поэта Ивана Голля Клэр публично обвиняла Целана в плагиате стихов Голля; хотя обвинения почти никем не были поддержаны, они стали причиной прогрессирования психического расстройства у Целана, что во второй половине 1960-х привело к нескольким нервным срывам и госпитализациям. 20 апреля 1970 года Целан покончил с собой, бросившись в Сену.
Поэзия Целана, в особенности его поздние стихи, которые отличаются фрагментированностью, ломаным синтаксисом и использованием редких слов, в том числе изобретённых поэтом, остаётся предметом академического интереса философов, пишущих о проблемах языка и коммуникации. «Фуга смерти» и другие стихи Целана, затрагивающие Холокост, вместе с его личным опытом и тем, что он писал на немецком языке, рассматриваются как один из главных аргументов о возможности «писать стихи после Освенцима». Целан считается наиболее значительным немецким, а зачастую и европейским поэтом послевоенного периода.

## Биография

### Происхождение и ранние годы

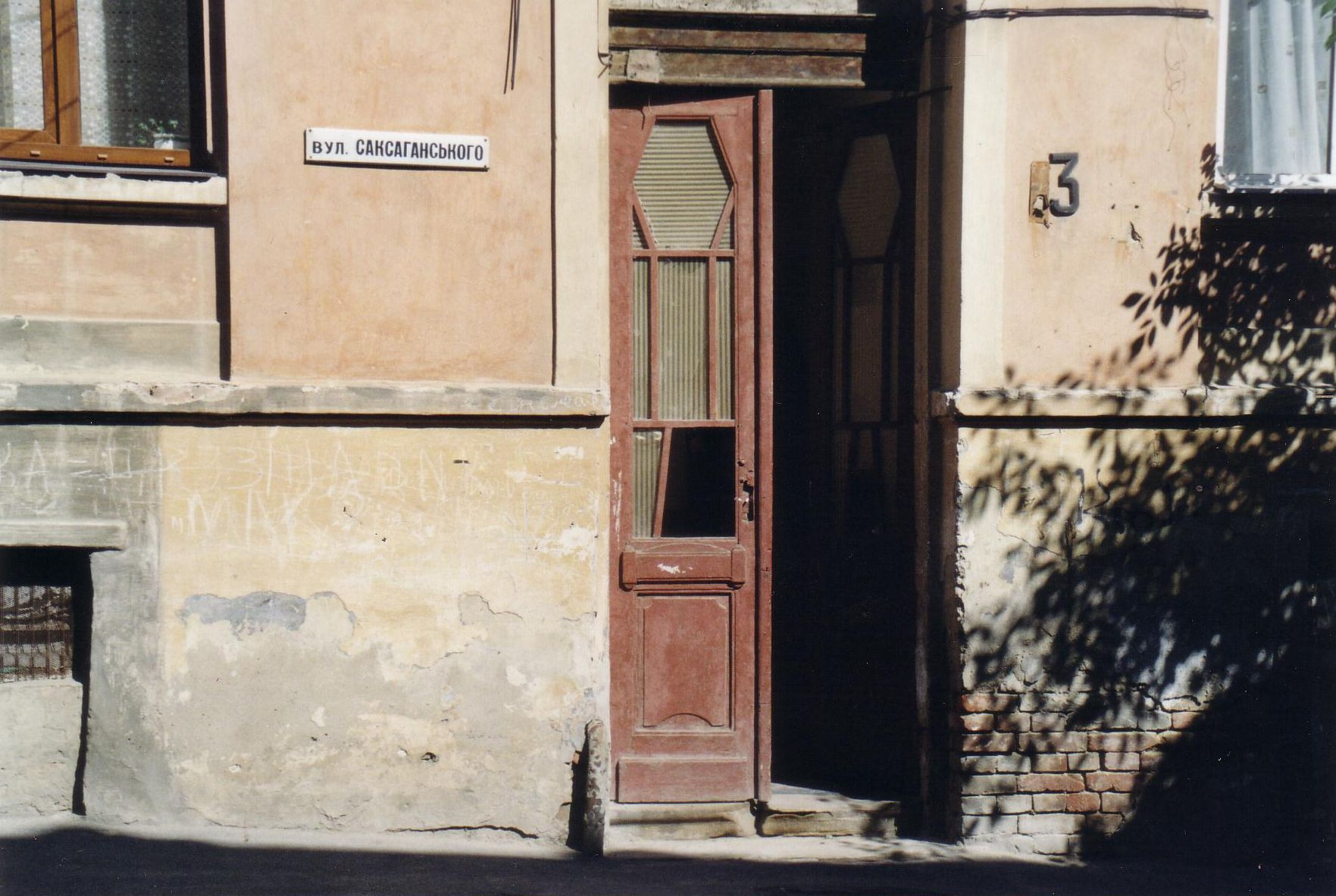
Подъезд дома в Черновцах, где родился Пауль Анчель

Пауль Анчель родился 23 ноября 1920 года в Черновицах в семье немецкоязычных евреев торгового агента Лео Анчеля (Leo Antschel, 1890—1942) и Фрици (Фридерике) Анчель (урождённая Шрагер; Fritzi Schrager, 1895—1942) и был их единственным ребёнком. Фрици Шрагер происходила из хасидской семьи из Садагуры, Лео также получил религиозное воспитание, а затем служил в австро-венгерской армии в Первую мировую войну и был ранен. Пауль с детства существовал в полиязычной среде, что было неизбежно в Буковине, которая за два года до его рождения в ходе распада Австро-Венгрии вошла в состав королевства Румынии. Его родным языком был немецкий — причём благодаря настойчивости Фрици дома у Анчелей разговаривали на литературном немецком, а не диалекте буковинских немцев, — в школе Пауль выучил румынский, а также был знаком с идишем. Пауль сначала пошёл в немецкоязычную начальную школу, но по решению отца, имевшего сионистские взгляды, был переведён в еврейскую школу «Сафа Иврия» с преподаванием на иврите, в которой проучился три года. В 1930 году Пауль перешёл в государственную румынскую гимназию, продолжая учить иврит дома. В 1934 году он писал своей тётке Минне в Палестину: «Что касается антисемитизма в нашей школе, то я мог бы написать тебе об этом трёхсотстраничный опус».
Любимым поэтом молодого Анчеля был Райнер Мария Рильке. Вместе с одноклассником Иммануэлем Вайсгласом Пауль делал стихотворные переводы на немецкий (Вайсглас кроме того переводил Рильке на румынский). В общей сложности известен 31 стихотворный перевод Пауля Анчеля черновицкого периода (до отъезда в Бухарест в 1945 году) с пяти языков — румынского, английского, французского, русского и иврита. С пятнадцати или шестнадцати лет Пауль начал писать стихи — вполне традиционные по форме и наполненные обычными романтическими и символистскими образами. Политические симпатии Пауля были прокоммунистическими, хотя в предвоенной Румынии это могло грозить преследованиями. Он примкнул к антифашистской и преимущественно еврейской группе, издававшей газету «Красный студент», собирал деньги для испанских республиканцев и, по собственным словам, рос на текстах Кропоткина и Ландауэра. В 1938 году Пауль Анчель окончил более либеральный лицей имени великого воеводы Михая (рум. Liceul Marele Voievod Mihai, ранее — украинская гимназия, в настоящее время — Черновицкий лицей № 5), в который перевёлся, чтобы меньше сталкиваться с антисемитизмом.
Анчели мечтали видеть сына врачом, но еврейские квоты, введённые в румынских университетах, и аншлюс исключали учёбу соответственно в Бухаресте и Вене. Поэтому в ноябре 1938 года Пауль отправился во Францию на подготовительные курсы медицинского факультета университета Тура. Путь пролегал через Польшу, Германию и Бельгию; Берлин Анчель проезжал во время еврейских погромов «хрустальной ночи». В Париже Пауль имел возможность познакомиться с богатой эмигрантской культурой, чему способствовало и то, что там пытался сделать карьеру актёра его дядя Бруно Шрагер. Летом 1939 года Пауль приехал домой на каникулы. После начала Второй мировой войны он не мог вернуться во Францию и поступил в Черновицкий университет на отделение романистики.

### Вторая мировая война
В июне 1940 года советские войска заняли Буковину, и Черновицы (Черновцы) стали центром одноимённой области УССР. В университетскую программу вошёл украинский язык, который следующий год Пауль учил наряду с русским. Через знакомство с актрисой театра на идише Руфью Крафт (в замужестве Лакнер) он сблизился с идишской литературной средой. После нападения Германии на СССР 22 июня 1941 года Анчели не эвакуировались. В Черновцы вошли румынские и немецкие войска и зондеркоммандо 10b в составе Айнзацгруппы D. В первые несколько дней оккупанты сожгли городскую синагогу и убили около трёх тысяч евреев, включая руководство общины; остальные евреи были согнаны в перенаселённое гетто. Пауль был мобилизован на принудительные работы по разбору завалов, а в гетто продолжал писать стихи и переводил на немецкий сонеты Шекспира.
Осенью 1941 года семья Анчелей благодаря разрешениям на проживание, выданным помогавшим евреям мэром Черновиц Траяном Поповичем, избежала депортации в лагеря губернаторства Транснистрия. Следующая волна депортаций состоялась в июне 1942 года. 27 июня депортировали родителей Пауля, которого в этот момент не было дома. Согласно Крафт, Пауль спрятался на косметической фабрике после неудачной попытки убедить родителей уйти в подполье вместе с ним: Фрици якобы отказалась со словами: «Мы не можем убежать от судьбы. В конце концов, в Транснистрии уже живёт множество евреев». По другим свидетельствам, именно родители отослали Пауля из дома, чтобы он вместе с другом переночевали где-то ещё, а наутро, когда он вернулся, дома уже никого не было. Осенью 1942 года Пауль получил от матери письмо, сообщавшее, что Лео умер от тифа в концлагере в Михайловке, а спустя несколько месяцев узнал, что и Фрици Анчель была застрелена, вероятно как «непригодная к труду». 16 декабря 1942 года в одном из лагерей Транснистрии умерла от тифа восемнадцатилетняя поэтесса и троюродная сестра Пауля по материнской линии Зельма Меербаум-Айзингер. Бруно Шрагер в 1943 году был депортирован в Освенцим, где погиб.
В июле 1942 года Пауль вступил в одну из бригад рабочих, которые юденраты организовывали для работы в лагерях по требованию румынских властей на оккупированной территории. Их отправили в лагерь Тэбэрэшти возле Бузэу в Валахии, в 400 км южнее Черновиц. Пауль позже писал о том, что был в нескольких лагерях, но документальных подтверждений его перемещений нет. Всего он провёл на принудительных работах 19 месяцев. Условия заключения позволяли ему писать стихи, заниматься переводами английских, французских и русских поэтов и переписываться с Руфью Крафт (ей он переслал многие из написанных в лагере стихотворений). Сохранилось не менее 75 лагерных стихотворений Целана, многие из которых он пересылал Руфи. В феврале 1944 года Анчель освободился или сбежал из лагеря и вернулся в Черновицы, которые весной того же года были без боя заняты наступавшими советскими войсками. К этому периоду относится стихотворение «Чёрные хлопья» (нем. Schwarze Flocken, описывающее, как сын получает письмо матери о гибели отца, вызывающей ассоциацию с казацким погромом:

Выпал снег, сумрачно. Месяц уже
 или два, как осень в монашеской рясе
 мне тоже принесла весть, листок с украинских склонов:
"Представь себе, что и здесь наступает зима ныне в тысячный раз, 
 в краю, где течет широчайший поток: 

Иакова небесная кровь, благословленная топорами…

О лед неземной красноты — их гетман бредет
 с казаками в меркнущих солнцах… Дитя, ах, платок, 
 чтоб закутаться мне, когда шлемы сверкают, 
 когда эта глыба розовая трещит, когда снежною пылью рассыпается скелет
 твоего отца, растоптана копытами
 песнь о кедрах…<…>

Оригинальный текст (нем.)Schnee ist gefallen, lichtlos. Ein Mond

ist es schon oder zwei, dass der Herbst unter mönchischer Kutte

Botschaft brachte auch mir, ein Blatt aus ukrainischen Halden:
»Denk, dass es wintert auch hier, zum tausendstenmal nun

im Land, wo der breiteste Strom fließt: 

Jakobs himmlisches Blut, benedeiet von Äxten... 

O Eis von unirdischer Röte – es watet ihr Hetman mit allem

Tross in die finsternden Sonnen... Kind, ach ein Tuch, 

mich zu hüllen darein, wenn es blinket von Helmen, 

wenn die Scholle, die rosige, birst, wenn schneeig stäubt das Gebein

deines Vaters, unter den Hufen zerknirscht

das Lied von der Zeder...
— «Чёрные хлопья», пер. М. Белорусца (отрывок)
По возвращении Пауль Анчель вновь поселился в родительском доме. Гибель родителей в концлагере и собственный опыт заключения наложили глубокий отпечаток на его дальнейшую жизнь и творчество, которые проникнуты чувством вины выжившего. В 1960 году Целан рассказывал, как якобы нацисты арестовали его вместе с родителями и он держал отца за руку через колючую проволоку, пока их не разлучил охранник. Биограф Целана Джон Фелстинер считает эту историю недостоверной и противоречащей другим изложениям депортации родителей поэта, но характерной для его восприятия тех событий. Травмой, вероятно, может быть объяснено и само существование различных версий одних и тех же событий. Анчель был принят на работу помощником врача (лекпомом) в психиатрической больнице и параллельно подрабатывал переводами с румынского на украинский для газеты. Осенью он возобновил учёбу в Черновицком университете, где специализировался на английском языке и литературе. 1944 годом датируется его первый машинописный сборник стихов. В конце 1944 или начале 1945 года Пауль составил ещё одну подборку стихов.
К этому же периоду относится создание самого известного стихотворения Целана — «Фуги смерти» (нем. Todesfuge). Его друг Альфред Китнер утверждал, что поэт читал его уже вскоре после возвращения в Черновцы в 1944 году, сам Целан датировал его 1945 годом. Начинающееся со зловещего оксюморона («чёрное молоко») и далее построенное на ритме, песенных повторах и многоголосии стихотворение (его первое название, «Танго смерти» прямо отсылало к состоявшему из узников оркестру в лагере смерти Яновский) переплетало вечные мотивы немецкой культуры (золотые волосы Маргариты напоминают о «Фаусте» и Лорелее) и Ветхого завета (Суламифь) с собственно образом лагерного оркестра, которому грубо приказывает комендант: «он требует темней ударяйте по струнам потом вы / подыметесь в небо как дым». Впервые стихотворение было опубликовано в 1947 году под названием «Танго смерти» (рум. Tangoul Mortii) в румынском литературном журнале Contemporanul в переводе Петре Соломона.

<…>
Чёрное молоко рассвета мы пьём тебя ночью
 мы пьём тебя в полдень и утром мы пьём вечерами
 пьём и пьём
 в том доме живёт господин о твои золотые волосы Маргарита
 пепельные твои Суламифь он играет со змеями пишет
Он требует слаще играйте мне смерть Смерть это

                                                                       немецкий учитель
 он требует темней ударяйте по струнам потом вы

                                                                       подыметесь в небо как дым
 там в облаках вам найдется могила там тесно не будет
Чёрное молоко рассвета мы пьём тебя ночью
 мы пьём тебя в полдень смерть это немецкий учитель
 мы пьём тебя вечерами и утром пьём и пьём

Смерть это немецкий учитель глаза у него голубые
 он целит свинцовая пуля тебя не упустит он целит отлично
 в том доме живёт человек о золотые косы твои Маргарита
 он на нас выпускает своих волкодавов он нам дарит могилу

                                                                 в воздушном пространстве
 он играет со змеями и размышляет Смерть

                                                             это немецкий учитель
золотые косы твои Маргарита
 пепельные твои Суламифь
Оригинальный текст (нем.)Schwarze Milch der Frühe wir trinken dich nachts

wir trinken dich mittags und morgens wir trinken dich abends

wir trinken und trinken

ein Mann wohnt im Haus dein goldenes Haar Margarete

dein aschenes Haar Sulamith er spielt mit den Schlangen
Er ruft spielt süßer den Tod der Tod ist ein Meister

                                                             aus Deutschland

er ruft streicht dunkler die Geigen dann steigt ihr als Rauch
 
                                                                       in die Luft

dann habt ihr ein Grab in den Wolken da liegt man nicht eng
Schwarze Milch der Frühe wir trinken dich nachts

wir trinken dich mittags der Tod ist ein Meister aus Deutschland

wir trinken dich abends und morgens wir trinken und trinken

der Tod ist ein Meister aus Deutschland sein Auge ist blau

er trifft dich mit bleierner Kugel er trifft dich genau

ein Mann wohnt im Haus dein goldenes Haar Margarete

er hetzt seine Rüden auf uns er schenkt uns ein Grab

                                                                       in der Luft

er spielt mit den Schlangen und träumet der Tod ist ein Meister

                                                                       aus Deutschland
dein goldenes Haar Margarete

dein aschenes Haar Sulamith
— «Фуга смерти», пер. О. Седаковой (отрывок)

### Эмиграция. Бухарест и Вена

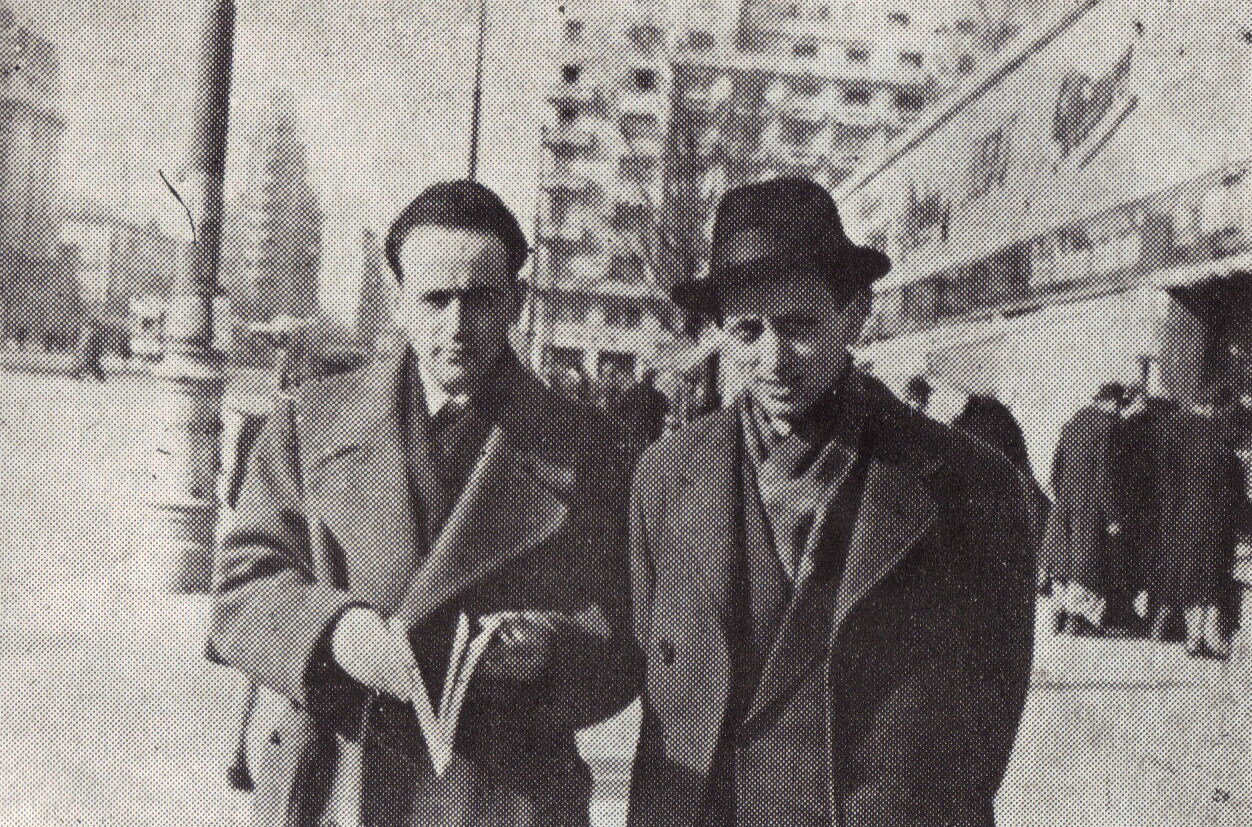
Пауль Целан и Соломон, Петре в Бухаресте в 1947 году.

В апреле 1945 года Пауль Анчель уехал в столицу Румынии Бухарест. Его целью было познакомиться с крупнейшим немецкоязычным румынским поэтом своего времени Альфредом Маргул-Шпербером. Маргул-Шпербер на бухарестский период жизни молодого поэта стал его наставником, ему первому тот показывал новые стихи, а в дальнейшем до своей смерти в 1967 году он состоял в переписке с Целаном. Анчель устроился в издательство «Русская книга» (рум. Cartea Rusa), где рассматривал присланные рукописи и переводил на румынский русскую литературу. Эти переводы, ставшие его первыми публикациями, печатались под псевдонимами: «Героя нашего времени» Лермонтова и рассказов Чехова — как Paul Ancel (настоящая фамилия в румынском написании), пьесы Симонова «Русский вопрос» — как A. Pavel (над пропагандистской пьесой Анчель, очевидно, работал от безденежья; авторство этого перевода ставится под сомнение). Известен также псевдоним Paul Aurel. С 1947 года Пауль начал подписываться фамилией Целан (Celan, анаграммированное Ancel); по документам он до конца жизни сохранил фамилию Анчель. В мае 1947 года, почти одновременно с публикацией «Танго смерти», три стихотворения Целана вошли в первый и единственный выпуск мультиязычного поэтического альманаха «Агора» под редакцией Йона Карайона. Он также пробовал себя на румынском в малой прозе с отчётливым влиянием сюрреализма, но эти опыты не публиковались при жизни Целана.
Целан не видел для себя будущего в коммунистической Румынии и в конце 1947 года, незадолго до переворота 30 декабря 1947 года, приведшего к отречению короля Михая I и провозглашению Социалистической Республики Румынии, нелегально перешёл границу с Венгрией и, несмотря на холода, ночуя на станции и прося помощи у венгерских крестьян, транзитом через Будапешт добрался до Вены.
В Вене Целан с рекомендательным письмом от Маргул-Шпербера, который характеризовал его стихи как «единственный поэтический эквивалент прозе Кафки», обратился к редактору литературного журнала «План» Отто Базилю. Целан очевидно воспринимался как провинциал: журнальная аннотация к 17 стихотворениям, вышедшим в феврале 1948 года, представляла его выходцем из румынской деревни, освоившим чужой для него язык в стремлении к высокой культуре. Тем не менее, у него завязались полезные контакты в литературных кругах. В течение 1948 года, уже после отъезда Целана из Вены, были опубликованы его эссе-предисловие к брошюре с тремя десятками работ художника-сюрреалиста Эдгара Жене «Эдгар Жене, или Сон о снах» и первый поэтический сборник «Песок из урн». «Песок из урн» был издан тиражом 500 экземпляров и включал стихи, написанные начиная с 1940 года, в том числе «Фугу смерти». Вёрсткой сборника в отсутствие Целана руководил Жене, он вышел на плохой бумаге и с опечатками, где-то даже искажавшими смысл стихотворения, и за следующие три года было продано менее двадцати экземпляров. В 1952 году по решению Целана остаток тиража был изъят и уничтожен.
В январе 1948 года в студии Жене Целан познакомился с двадцатиоднолетней поэтессой Ингеборг Бахман, с которой у него случился роман, впоследствии возобновлявшийся. Бахман была адресатом многих стихотворений, вошедших в «Песок из урн». На истории их встречи в Вене отчасти основана сюжетная линия в романе Бахман «Малина» (1971).

### Париж
Целан не был доволен условиями жизни в не восстановившемся после войны и разделённом на секторы оккупации городе и имел сложности с нахождением заработка, из-за чего решил уехать в Париж. Свободное владение французским (Целан с юности переводил Верлена, Рембо и других поэтов и пробыл год во Франции до войны) должно было облегчить переезд. В июле 1948 года Пауль покинул Вену и транзитом через Инсбрук, где он посетил могилу чтимого им Георга Тракля и встретился с другом и издателем Тракля Людвигом фон Фикером, прибыл в Париж.
В Париже Целан зарабатывал частными уроками французского и немецкого. В 1950 году он окончил курс немецкой филологии в Высшей нормальной школе, что позволило ему самому преподавать в государственной образовательной системе. Однако первые годы в Париже были кризисным периодом: с 1948 по 1952 год он доводил до публикации только семь или восемь стихотворений в год. В этот же период произошла встреча, имевшая далеко идущие трагические последствия для Целана. По предложению Маргул-Шпербера он познакомился с поэтом-сюрреалистом Иваном Голлем, в творчестве которого, как и у Целана, важную роль играло его еврейское происхождение, в случае Голля пробуждавшее мотивы изгнания и странствий. В ноябре 1949 года Целан подарил Голлю и его жене Клэр экземпляр «Песка из урн». Голль уже тяжело болел лейкемией и знакомство с Целаном на излёте жизни (он умер 27 февраля 1950 года) придало ему новый импульс: Голль, бывший всю жизнь билингвом, в последние месяцы много писал на немецком и попросил Целана перевести на немецкий свои французские стихи. Пауль выполнил просьбу, но его перевод в итоге не был сдан в печать.
В августе 1949 года у Целана начались отношения с голландской певицей Дит Клос-Барендрегт, продлившиеся год. Осенью 1950 года в Париж приехала Ингеборг Бахман, но два месяца их совместной жизни она потом с горечью характеризовала как «стриндберговские». В ноябре 1951 года Пауль познакомился с французской художницей Жизелью Лестранж (1927—1991). 23 декабря 1952 года они поженились, Жизель поменяла фамилию на Целан-Лестранж. В 1953 году у них родился сын Франсуа, проживший чуть больше суток. В 1955 году родился сын Эрик, в том же году Пауль получил французское гражданство.
В мае 1952 года Целан впервые с довоенных лет оказался в Германии: благодаря усилиям Бахман он был приглашён на курорт Ниндорф (Тиммендорфер-Штранд, Шлезвиг-Гольштейн) для участия в проходивших раз в полгода чтениях «Группы 47», ведущего объединения немецкоязычных писателей и поэтов, искавших новые выразительные средства для послевоенной культуры. Целан прочитал «Песню в пустыне», «В Египте», «Исчисли миндаль» и ещё почти не известную «Фугу смерти». Фелстинер замечает, что невосторженный приём Целана был предопределён: в Группе 47 практиковалось открытое и нелицеприятное обсуждение только что прочитанного, отдельным предметом споров было сравнение «гражданской» и «чистой» поэзии, а хорошим тоном для чтеца считались монотонность и безэмоциональность, от которых манера Целана была очень далека. Критик Вальтер Йенс вспоминал, что «это был совершенно другой мир» для «сторонников неореализма», а кто-то из присутствующих сравнил манеру Целана с интонациями Геббельса. Сам поэт писал в письме жене, что его голос, «который, в отличие от других, не скользил равномерно сквозь слова, а часто замирал в медитациях, коим я не мог не предаваться полностью и от всей души, — так вот, такой голос надлежало во что бы то ни стало дискредитировать, дабы уши тех, кто привык читать только ежедневную прессу, не сохранили о нём воспоминаний… В общем, те, кто не любит Поэзию — а таких было большинство, — остались мною недовольны. В конце вечера, когда дело дошло до голосования, только шесть человек вспомнили моё имя» (приз был присуждён Ильзе Айхингер). Тем не менее, выступление принесло ему контракт со штутгартским издательством Deutsche Verlags-Anstalt. В конце года в нём вышел сборник «Мак и память», включавший многие стихотворения из «Песка из урн», но также и новые работы. Название сборнику дала строка из ещё венского стихотворения «Corona», в которой воспоминания и забвение — это свойства любви:

Мой глаз опускается к паху любимой:
 мы глядим на себя,
 мы говорим темнотой,
 мы любим друг друга, как мак и память,
 мы спим, как вино в раковинах, 
 как море в кровавом луче луны.
Оригинальный текст (нем.) Mein Aug steigt hinab zum Geschlecht der Geliebten:

wir sehen uns an,

wir sagen uns Dunkles,

wir lieben einander wie Mohn und Gedächtnis,

wir schlafen wie Wein in den Muscheln, 

wie das Meer im Blutstrahl des Mondes.
— «Corona», пер. В. Барского (отрывок)
Также в 1952 году Целан перевёл на немецкий несколько стихотворений Марианны Мур для немецкой версии журнала «Perspectives U.S.A.» и начал работу над «Алкоголями» Гийома Аполлинера, поэта, сильно повлиявшего на него ещё в юности (в течение 50-х вышло шесть публикаций с переводами избранных стихотворений). С начала 1950-х Целан внимательно изучает работы Хайдеггера. С 1954 года Целан переписывался с поэтессей Нелли Закс, жизнь которой во многом перекликалась с его собственной: берлинская еврейка Закс была на тридцать лет старше Целана, в 1940 году смогла выехать в Швецию, но продолжала писать на немецком. Еврейство и сохранение немецкого языка в чуждой среде в сочетании с невозможностью жить в Германии (у Закс и после 1945 года воспоминания о ней обостряли параноидальное расстройство и галлюцинации) стали постоянными темами их эпистолярного диалога; лично они встретились только в 1960 году в Цюрихе.
На «Мак и память» начали появляться рецензии в немецких изданиях, хотя Фелстинер замечает, что в некоторых из них искажались биографические сведения о Целане, а другие постфактум кажутся недальновидными, например, вообще не упоминая «Фугу смерти». В 1954 году в апрельском номере журнала Merkur вышла подробная рецензия поэта Ганса Эгона Хольтхузена, в которой рецензент восхищался преимущественно формой, языком и «музыкальными эффектами», но почти полностью игнорировал содержательную сторону, а «Фугу смерти» трактовал как «преодоление» ужасов реальности через «вознесение в эфир чистой поэзии», что выглядело как минимум двусмысленно, учитывая нацистское прошлое Хольтхузена. По мнению Фелстинера, ответом именно на такого рода восприятие поэзии Целана, граничащее с замалчиванием, было стихотворение «Говори и ты» (нем. Sprich auch du), начинавшееся: «Говори и ты, / говори, как последний, / скажи твоё слово» (пер. М. Белорусца). «Говори и ты» вошло в сборник «От порога к порогу» (нем. Von Schwelle zu Schwelle, 1955), полностью составленный из стихотворений 1952—1954 годов и посвящённый Жизели Лестранж. В него вошло и стихотворение «Надгробье Франсуа», написанное в память об умершем сыне. Тогда же с поэзией Целана начал знакомиться англоязычный мир: в 1955 году «Фуга смерти» вышла в переводах Майкла Буллока в лондонском журнале Jewish Quaterly и Клемента Гринберга — в нью-йоркском Commentary. 26 января 1958 года Целану была вручена литературная премия города Бремена за «Мак и память» и «От порога к порогу». Получая свою первую награду, он произнёс речь, которая стала его первым публичным программным выступлением о поэзии и языке.
В 1956 году Целан на короткое время переехал в Женеву работать переводчиком в Международной организации труда. В ноябре того же года он получил временное место преподавателя немецкого языка в Высшей нормальной школе. В 1959 году Целан был принят на постоянный контракт, и преподавание стало и вместе с переводами оставалось до конца жизни его постоянной работой. Один из студентов Целана вспоминал: «Мы сейчас знаем, что он готовился к этим занятиям добросовестно и тщательно. У него было готово примерно сто двадцать чрезвычайно сложных текстов с соответствующими переводами, а между ними громоздились подготовительные и дополнительные материалы. Даже к нелюбимому разговорному курсу для начинающих он готовился со всей серьёзностью». В 1957 году Целаны переехали в четырёхкомнатную квартиру в 16-м округе, приобретённую благодаря наследству, которое Жизель получила от ушедшей в монастырь матери. Параллельно с этими событиями после встречи на литературном симпозиуме в Вуппертале осенью 1957 года возобновился роман Целана с Бахман, что стало причиной временного кризиса в его браке.
В 1956 году Целан сделал немецкие субтитры закадрового текста Жана Кейроля в документальном фильме Алена Рене «Ночь и туман», одном из первых художественных высказываний о нацистских лагерях смерти и Холокосте. Фелстинер отмечает, что Целан, который никогда не использовал в своей поэзии (в том числе в переводах) немецкое слово Rasse (раса), бывшее неотъемлемым элементом нацистской пропаганды, именно в этой переводческой работе использовал слово Rassenwahn («расовое безумие»), хотя его не было в авторском тексте.

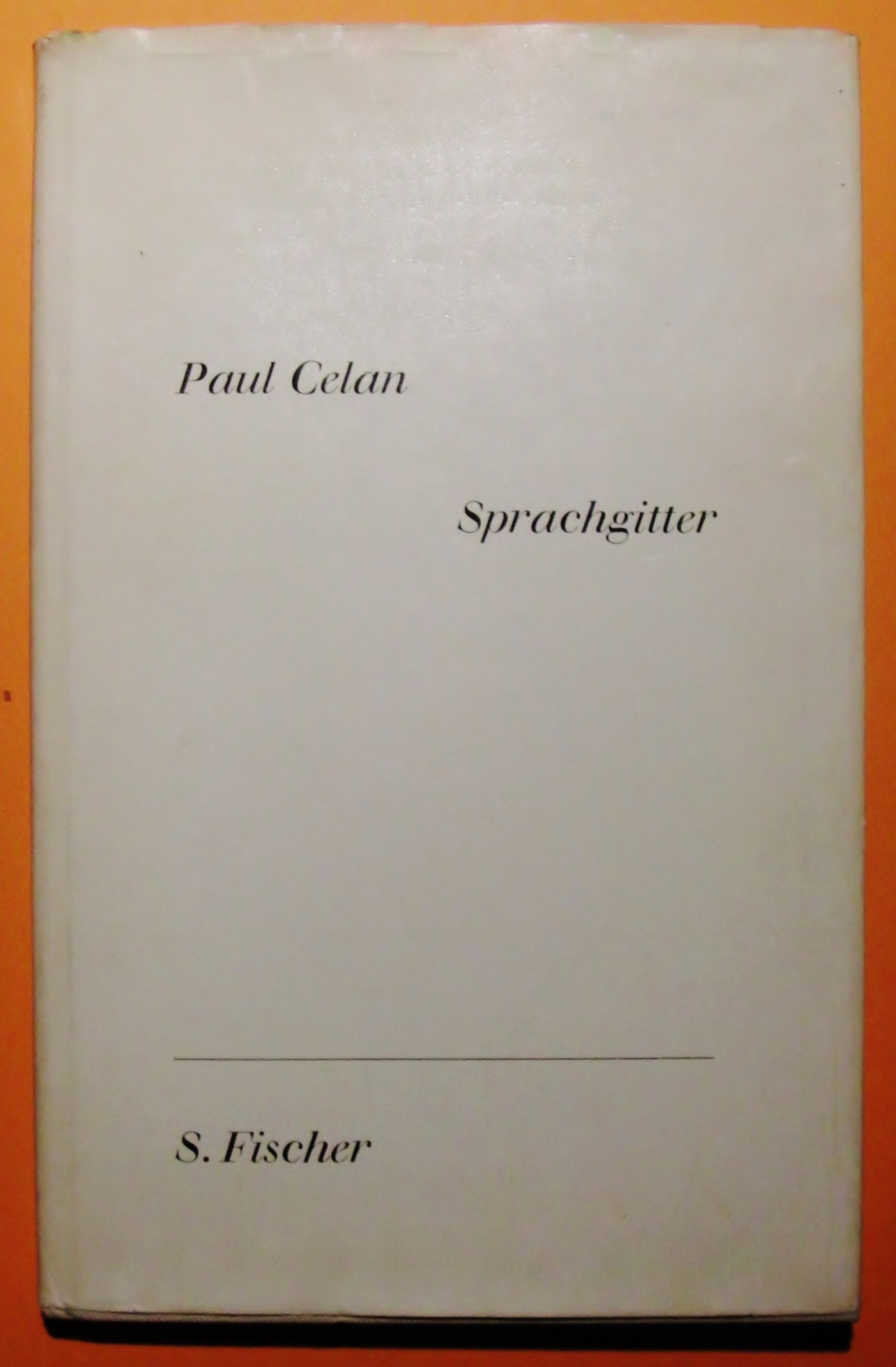
Обложка первого издания сборника «Решётка языка» (1959).

Стихотворения Целана 1955—1958 годов вошли в сборник «Решётка языка» (нем. Sprachgitter), вышедший в 1959 году в издательстве S. Fischer Verlag: Целан отказался от сотрудничества с Deutsche Verlags-Anstalt после того, как в нём были переизданы баллады поэта Бёрриса фон Мюнхгаузена, обласканного нацистским режимом. Фелстинер объясняет образ в названии как решётку в двери, разделяющую двух собеседников, но позволяющую им общаться, но сам поэт подчёркивал, что выбрал название, в котором ему «со-слышится и нечто экзистенциальное, трудность всякого (друг-с-другом) говорения и одновременно его структура („пространственная решётка“), посредством которой первичное, амфибическое, затем снова оттесняется назад».
Ещё с Черновцов важным источником знаний Целана об иудейской культуре и философии были «Хасидские предания» Мартина Бубера. В 1950-х Целан снова активно изучает Бубера, а также Германа Когена и в особенности работы Гершома Шолема о каббале. Другим важнейшим для Целана автором был философ Мартин Хайдеггер. В конце 1950-х Целан вынашивал проект немецкоязычной антологии французской поэзии. В 1957 году для антологии французской поэзии, составленной Флорой Клее-Палий, он перевёл «Молитву» Артонена Арто, «Эпитафию» и «Последнее стихотворение» Робера Десноса и «Les Cydalises» Жерара де Нерваля. Уже по своей инициативе он также делал переводы из Бодлера, Малларме, Метерлинка, Сюпервьеля, Рембо и Валери. Со временем стало понятно, что издать антологию не получится, но многие переводы были опубликованы в журналах, а две большие работы — «Пьяный корабль» Рембо и «Юную парку» Валери — изданы отдельными книгами. Экзотические картины, описанные в визионерском стихотворении Рембо, у Целана усилены и сгущены теми же приёмами, которые на рубеже 1950-х — 1960-х будут в целом определять его поэтику: эллипсисами, использованием сложносоставных метафор, повторяющимся «Я видел» (нем. Ich sah), в том числе в строфах, где его не было в оригинале. «Юную парку», которую Валери написал во время Первой мировой войны после более десяти лет молчания, Целан «актуализировал», сознательно вступая в конфликт с поэтической речью оригинала, «ломая» структуры предложения паузами, повторами, инверсиями, короткими придаточными конструкциями. Конец 1950-х — это также и период интенсивного погружения Целана в русскую поэзию межвоенных лет. В 1958 году он вернулся к переводам из Есенина, которые делал ещё после советской оккупации Буковины в 1940 году. Сборник стихов Есенина в переводе Целана вышел в 1961 году. Тогда же Целан перевёл «Двенадцать» Блока. Заново открыв для себя Мандельштама, Целан в мае 1958 года запоем перевёл четырнадцать его стихотворений, в течение этого и следующего года переводы Мандельштама были важнейшим делом Целана. В 1958 году восемь стихотворений Мандельштама в переводе Целана были опубликованы в Die neue Rundschau, а в следующем году в Fischer вышла отдельная книга. В марте 1960 года Целан подготовил радиопередачу о поэзии Мандельштама для Norddeutscher Rundfunk. В 1962 году он отправил сборник вдове поэта Надежде. В ответной открытке она писала: «Я не берусь судить о стихах — это не мой язык. Но в некоторых переводах („Век“, например) я слышу интонации, очень близкие к подлиннику»; позже, впрочем, она характеризовала переводы Целана на немецкий как очень далёкие от оригинала. В 1962 году живший в СССР друг детства Целана прислал тому экземпляр «оттепельного» альманаха «Тарусские страницы», включавшего в том числе 41 стихотворение Марины Цветаевой. Строки Цветаевой из «Поэмы Конца» «В сём христианнейшем из миров / Поэты — жиды!» оказались особенно близки мироощущению Целана: в изменённом виде («Все поэты жиды»), но с сохранением антисемитского эпитета он сделал их эпиграфом к стихотворению «С книгой из Тарусы вместе». При этом о поэзии Цветаевой он отзывался как об особенно сложной для перевода и переводов из неё не публиковал. В 1962 году, менее через год после публикации оригинала на русском, Целан перевёл и опубликовал поэму «Бабий Яр» Евгения Евтушенко. Во многих переводах рубежа 1950-х — 1960-х годов обнаруживается влияние идей, которые в более явном виде Целан провозгласит в «бременской речи» 1958 года и в «Меридиане» в 1960 году.
Собственные стихотворения Целана 1959—1963 года вошли в сборник «Роза-Никому» (нем. Die Niemandsrose), посвящённый «памяти Осипа Мандельштама». Многие стихотворения сборника прямо отсылают к деталям биографии и образам из произведений русского поэта. Так, стихотворение «Вывенчан» (‘’Hinausgekrönt’’) заканчивается:

(И мы пели Варшавянку,

Шелушащимися губами — Петрарку,

В уши тундры — Петрарку.)
И встаёт Земля, наша, 
 эта.

И мы не шлём
 никого из наших вниз,
 к тебе, 

Вавилон.

Оригинальный текст (нем.)(Und wir sangen die Warschowjanka.

Mit verschliften Lippen, Petrarca.

In Tundra-Ohren, Petrarca.)
Und es steigt eine Erde herauf, die unsere,

diese. 

Und wir schicken

keinen der Unsern hinunter

zu dir, 

Babilon.
— «Вывенчан…», пер. М. Белорусца (отрывок)
Упоминание о Петрарке, вероятно, восходит к эпизоду из мемуаров Ильи Эренбурга «Люди, годы, жизнь», которые только недавно начали выходить в СССР: в них приводится рассказ бывшего лагерника о том, как Мандельштам незадолго до смерти читал у костра сонеты великого итальянца. В стихотворении «Всё иначе, чем ты думаешь…» имя Мандельштама названо прямо:

 имя Осип подступает к тебе, ты говоришь о том,
 что он уже знает, он это принимает, он это снимает с тебя,
 руками, ты его руки отделяешь от плеч, правую, левую,
 ты приставляешь на их место свои, с ладонями,
 с пальцами, с линиями,

— отторженное срастается снова -
 они твои теперь, возьми их, твое теперь и то, и другое…Оригинальный текст (нем.)der Name Ossip kommt auf dich zu, du erzählst ihm,

was er schon weiß, er nimmt es, er nimmt es dir ab, mit Händen,

du löst ihm den Arm von der Schulter, den rechten, den linken,

du heftest die deinen an ihre Stelle, mit Händen, mit Fingern, mit Linien,
— was abriß, wächst wieder zusammen —

da hast du sie, da nimm sie dir, da hast du alle beide<…>
— «Вывенчан…», пер. М. Белорусца (отрывок)

### Дело Голля
Ещё в августе 1953 года Клэр Голль разослала открытое письмо ряду немецких издателей и критиков, где обвинила Целана в использовании в стихотворениях «Мака и памяти» образов и цитат, якобы заимствованных из посмертного издания немецких стихотворений Голля. Обвинение в плагиате не имело под собой сколько-нибудь реальных оснований, а в ряде случаев речь шла о стихотворениях, опубликованных ещё в «Песке из урн», до знакомства Целана с Голлями. В 1954 и 1955 годах критик Курт Хохофф повторил обвинения в двух журнальных публикациях. Целан воспринял эту атаку очень болезненно, она и некоторые другие вышедшие в ФРГ публикации, в которых он усматривал отчётливый налёт антисемитизма, перевешивали в его глазах постепенное принятие его поэзии немецким литературным истеблишментом. Тогда же американский критик немецкого происхождения Ричард Экснер в статье о немецкоязычной поэзии Голля упомянул, что стихи Целана «несли на себе отчётливо распознаваемый отпечаток Голля» (нем. das Zeichen Golls weithin erkennbar trug). В 1956 году Экснер написал предисловие к французскому изданию стихов Голля, упомянув, что некий молодой немецкий поэт украл несколько его стихотворений. В письме Герману Ленцу в 1956 году Целан уже просил своего друга «остановить эту стерву и её союзников».
В 1960 году в апрельском номере мюнхенского литературного журнала Baubudenpoet вышло открытое письмо Клэр Голль «Кое-что неизвестное о Пауле Целане». В нём Клэр повторила все обвинения в плагиате, добавила намёк на то, что поэт выдумал «трагическую легенду» о гибели своих родителей в концлагере, а также нелестно охарактеризовала неопубликованный целановский перевод стихов Ивана Голля; сам Целан не сомневался, что перевод стихов Голля, вышедший за подписью Клэр в 1952 году, был изготовлен на основе его рукописи, отклонённой издательством, но не возвращённой ему. Письмо Голль было встречено почти единодушным возмущением, публично на защиту Целана встали, среди прочих, Бахман, Мария Луиза Кашниц, Петер Сонди, Ханс Магнус Энценсбергер и Австрийский ПЕН-клуб. Немецкая академия языка и поэзии, планировавшая вручить Целану престижнейшую немецкоязычную литературную награду — премию Георга Бюхнера — провела собственное исследование и подтвердила своё решение. Тем не менее считается общепризнанным, что обвинения Клэр Голль нанесли серьёзнейший удар по психическому здоровью Целана. Современные авторы полагают, что реакция Целана на возможные проявления антисемитизма, хотя и безусловно была обострена психическим расстройством, сама по себе не может считаться параноидальной: значительную часть немецкой элиты составляли люди с нацистским прошлым, нередки были и низовые акции, такие как осквернения синагог граффити со свастиками. Поэт видел в обвинениях Голль продолжение и развитие традиции преследования евреев, приведшей к Холокосту (то, что Голль ставила под сомнение обстоятельства смерти родителей Целана, укрепляло его в этом; он сравнивал «дело Голля» с делом Дрейфуса). Майкл Эскин также указывает, что очень болезненными для Целана обвинения делало то, что они проистекали из истории перевода стихов Голля, за который Целан взялся по просьбе больного автора: диалог занимал важное место в поэтике Целана, поэтому он очень много переводил — перевод он рассматривал как форму диалога двух поэтов, — и обвинения Голль в плагиате подвергали сомнению основания его представлений о поэзии.
С мая 1960 года Целан готовил текст благодарственной речи для церемонии вручения премии Бюхнера, прошедшей 22 октября того же года в Дармштадте, своего рода манифест о природе поэзии. Хотя сам текст речи, названной им «Меридиан» и формально представляющей собой комментарий к бюхнеровским произведениям, прежде всего «Смерти Дантона» и «Ленцу», был написан за три дня, Пауль собрал более трехсот страниц цитат и заметок (материалы к «Меридиану» впоследствии издавались отдельно). Хотя в «Меридиане» Мандельштам ни разу не назван по имени, по ней видно, насколько важны для Целана идеи, высказанные в эссе Мандельштама «О собеседнике», а некоторые мысли почти дословно повторяют фрагменты из радиопередачи для Norddeutscher Rundfunk.
В августе 1962 года поэт писал своему другу Эриху Айнгорну: «Литературные премии, которые мне вручались, не должны сбивать тебя с толку: они в конечном счете служат лишь оправданием для тех, кто, прикрываясь подобными алиби, другими, осовремененными средствами продолжает делать то, что начали ещё при Гитлере». В конце 1962 года Целан перенёс сильную депрессию, которая закончилась нервным срывом: во время семейного отдыха в Валлуаре он набросился на случайного прохожего, выкрикивая, что он «замешан в игре [Клэр Голль]». После возвращения в Париж по настоянию Жизель Целан лег в психиатрическую клинику в Эпине-сюр-Сен, где провел первую половину января. С осени 1962 года, вероятно, Целан в течение года не написал ни одного стихотворения.
Оправившись от нервного срыва, Целан первое время занимался переводами. Главными этого периода для него были Аполлинер, Мандельштам, Шекспир и Эмили Дикинсон. В 1964 году к четырёхсотлетнему юбилею Шекспира двадцать сонетов в переводе Целана были прочитаны для радио, а в 1967 году переводы двадцати одного сонета вышли отдельным изданием. Восемьдесят стихотворений 1963—1965 годов вошли в сборник «Поворот дыхания» (нем. Atemwende, вышел в издательстве Suhrkamp Verlag в 1967 году). Первый вошедший в него цикл «Кристалл дыхания» (Atemkristall) в 1965 году парижское издательство «Брюнидор» выпустило отдельной книгой, проиллюстрированной восемью гравюрами Жизели Целан-Лестранж. В 1964 году литературовед Вильгельм Эмрих и культуролог Герман Баузингер выдвинули Целана на Нобелевскую премию по литературе, его номинировали и в последующие годы.

### Последние годы
В конце 1960-х годов психическое здоровье Целана ухудшилось. Он ложился в психиатрическую клинику в Ле-Везине в мае 1965 года. В ночь с 23 на 24 ноября 1965 года, вернувшись из короткой поездки в Швейцарию, он в помутнённом состоянии бросился с ножом на Жизель, которой пришлось спасаться у соседей. Это стало причиной новой госпитализации в клинике в Гарше. В феврале 1966 года Целана перевели в парижскую психиатрическую клинику Св. Анны, где он оставался до июня. Тогда же он расстался с издательством Фишера. 30 января 1967 года, через несколько дней после случайной встречи с Клэр Голль поэт попытался заколоться, но попал ножом в лёгкое. Его спасла Жизель, выбившая дверь и доставившая его в госпиталь, где Целану сделали операцию. Затем он снова лёг в клинику Св. Анны. Кризис в отношениях с женой привёл к тому, что с апреля 1967 года Целаны жили раздельно, Эрик остался с матерью.
Стихотворения 1965 — первой половины 1967 годов составили сборник «Нити солнц» (нем. Fadensonnen, издан в 1968 году). В одном из хронологически последних стихотворений сборника Целан соединил образы из анатомического справочника и из каббалы, которую он весной 1967 года изучал по работе Шолема «О мистическом образе Божества»: процесс кровообращения становится у Целана формой присутствия Бога (в каббале — шхина, один из устойчивых связанных с ней образов — плач Рахили в книге пророка Иеремии). В последней строке стихотворения появляется «Зив» (ивр. Свет‎), «светлое слово» из третьей строки, никак типографически не выделенное в немецком тексте и, вероятно, вызывающее удивление у неподготовленного читателя.

Близко, в изгибе аорты,
 в светлой крови:
 светлое слово.
Мать Рахиль
 не плачет больше.

Пере-несено,
 о чём плакалось.
Тих, в венечной артерии,
 не перетянут:

Зив, тот самый Свет.Оригинальный текст (нем.)
Nah, im Aortenbogen,

im Hellblut:

das Hellwort.
Mutter Rahel

weint nicht mehr.
 
Riibergetragen

alles Geweinte.
Still, in den Kranzarterien, 

unumschniirt: 

Ziw, jenes Licht.
— «Близко, в изгибе аорты…», пер. Т. Баскаковой
24 июля 1967 года Целан читал свои стихи перед тысячной аудиторией в университете Фрайбурга. Следующий день он по приглашению Хайдеггера провёл в его шале в Тодтнауберге в Шварцвальде и в прогулке по окрестностям. Эта их первая встреча была примечательна ещё и потому, что хотя философские и литературоведческие работы Хайдеггера были постоянными спутниками Целана с начала 1950-х, на личное отношение поэта к их автору всегда влияла история сотрудничества Хайдеггера с нацистами. Бахман вспоминала, как в 1959 году она и Целан отказались прислать стихотворения к семидесятилетию Хайдеггера, о чём их просил его издатель. В некоторые периоды 1967 года производительность Целана достигала стихотворения в день. Стихотворения июня — декабря 1967 года, часто — миниатюры из нескольких строк, вошли в сборник «Бремя света» (нем. Lichtzwang). Целан писал директору Suhrkamp Verlag Зигфриду Унзельду: «Полагаю, я вправе сказать, что сумел выразить в этой книге нечто предельное, относящееся к человеческому опыту в этом нашем мире и в это наше время, — не онемев и на пути к дальнейшему». Параллельно в октябре 1967 года Целан начал работу над переводом двух поздних сборников итальянского поэта Джузеппе Унгаретти — за несколько лет до того подборку переводов его ранней поэзии выпустила Бахман — «Земля обетованная» и «Записная книжка старика». Целан недостаточно владел итальянским языком, но это компенсировалось свободными румынским и французским. Следующим летом он сдал корректуру, в том же году оба цикла Унгаретти в переводе Целана вышли под одной обложкой. В течение 1968 года поэт сохранил продуктивность и подготовил ещё один сборник — «Снежная часть» (нем. Schneepart). В нескольких стихотворениях сборника отразились политические потрясения этого года — волнения мая 1968 года в Париже, которые Целан наблюдал лично, и подавление «пражской весны» в августе. Оба сборника вышли посмертно. «Бремя света» был издан 2 июня 1970 года; Целан подготовил его к печати, но не вычитал корректуру. В марте 1969 года часть стихотворений «Бремени цвета» был издана отдельным циклом в «Брюнидоре» с пятнадцатью гравюрами Целан-Лестранж. «Снежная часть» была напечатана ещё через год, но Целан успел выбрать название и вошедшие в сборник стихотворения. В последний год жизни Целан переводил с французского поэзию Жака Дюпена (он был коллегой Целана по редколлегии основанного в 1967 году поэтического журнала L'Éphémère) и молодого бельгийского поэта Жана Дэва, который в свою очередь переводил Целана на французский.

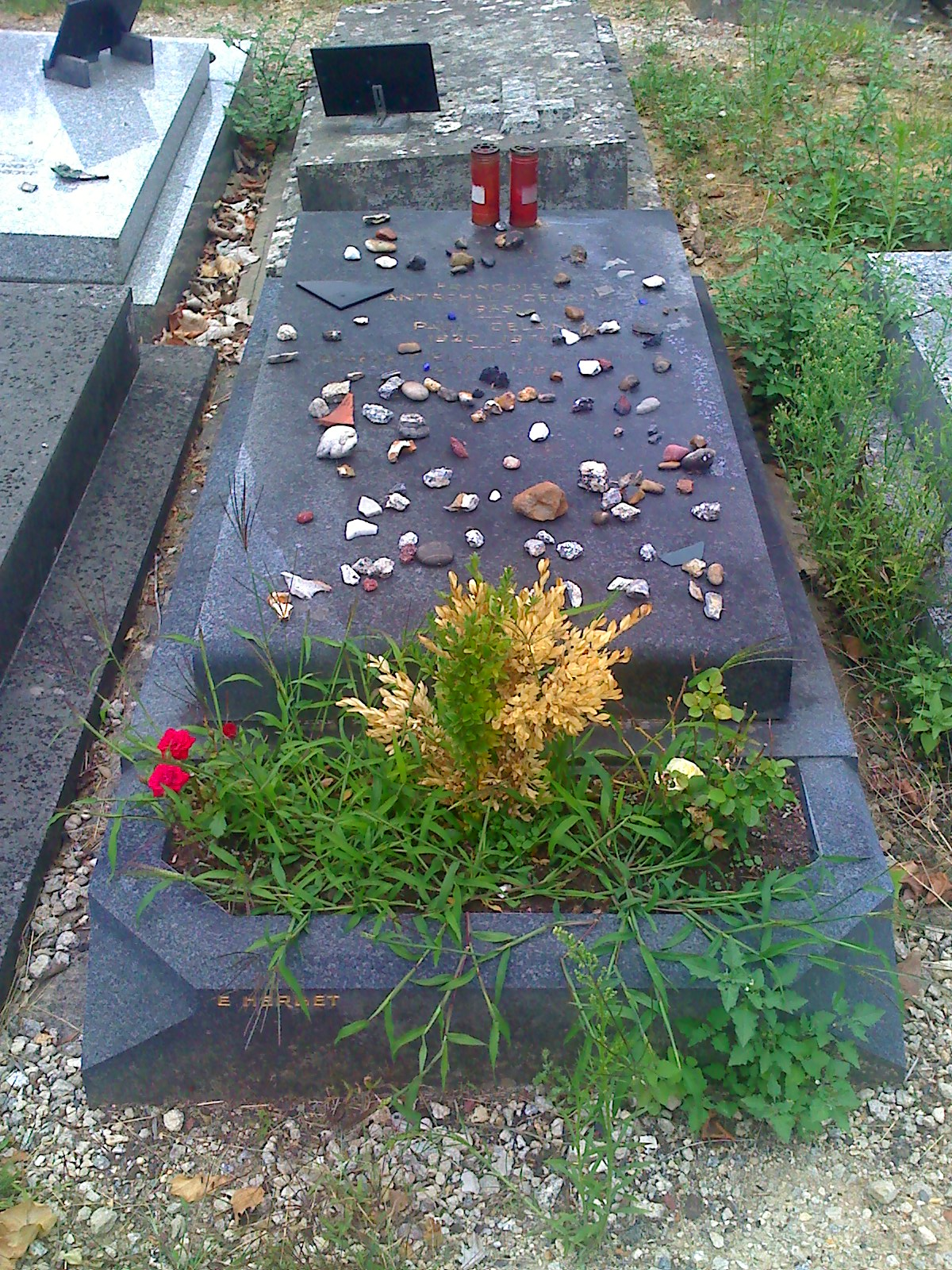
Могила Пауля Целана на кладбище Тье (Париж).

В конце сентября 1969 года Целан впервые посетил Израиль. Он встретился с родственниками и друзьями, с некоторыми из которых в последний раз виделся ещё в Черновцах, останавливался в гостях у ведущего ивритоязычного поэта Иехуды Амихая, а Гершом Шолем устроил в честь него приём. Целан читал стихи разных лет в Иерусалиме и Хайфе, выступил с речью в Тель-Авиве в Ассоциации писателей на иврите в Израиле; для иерусалимских чтений Амихай перевёл некоторые его стихи на иврит. В Париж он вернулся в середине октября. После поездки в Израиль у Целана завязался роман с Иланой Шмуэли, его подругой юности по Черновицам, эмигрировавшей в Палестину в 1944 году. Они вели интенсивную переписку, а перед Рождеством 1969 года Илана прилетела в Париж и с небольшими перерывами на деловые поездки оставалась там до начала февраля. Илана Шмуэли была адресатом многих стихотворений этого периода (часто свеженаписанные стихотворения он включал в тексты писем). В марте 1970 года Целан в последний раз посетил Германию, чтобы участвовать в торжествах в Штутгарте в честь двухсотлетия Гёльдерлина (он читал стихи из «Бремени света»).
Переписка с Иланой Шмуэли показывает, что в начале 1970 года Целан погружается в тяжёлую депрессию. Ночью с 19 на 20 апреля 1970 года Целан покончил с собой. Он вышел из квартиры на проспекте Эмиля Золя, в которую переехал в предыдущем году, и, вероятно, бросился в Сену с расположенного совсем рядом моста Мирабо. Его тело было обнаружено только 1 мая, а опознано 4 мая. На письменном столе Целана была обнаружена биография Гёльдерлина, раскрытая на странице с подчёркнутой цитатой Клеменса Брентано «Иногда этот гений бывал темным, погруженным в горькие источники своего сердца…». Целан был похоронен 12 мая 1970 года на парижском кладбище Тье. В день его похорон в Стокгольме умерла Нелли Закс, которая была уже тяжело больна, но, согласно большинству воспоминаний, на смертном одре успела узнать о самоубийстве друга. Стихотворения последнего года жизни Целана были изданы в 1976 году в сборнике «Подворье времени» (нем. Zeitgehöft).

## Творчество

### Общая характеристика
Главными чертами стихотворной формы в поэзии Целана Анна Глазова называет свободный (но не отсутствующий) ритм, использование паратаксиса (одна часть стихотворения не подчинена другой, а они сосуществуют равноправно) и цезуры, вносящей в течение поэтической речи поворотный момент. Позднюю поэзию Целана отличают малая форма, фрагментированность и ломаный синтаксис («синтаксическая заскорузлость», по выражению Джориса). Ольга Седакова пишет об «удивительной центрированности» Целана на «глаголе, иначе говоря, на действии», которое совершается с отдельными вещами или материей в целом. Это действие или движение у Целана может передаваться последовательным спряжением по лицам одного и того же глагола:

Он видит, видит, мы видим,

Я вижу тебя, видишь ты.
Оригинальный текст (нем.)Es sieht, es sieht, wir sehen,

ich sehe dich, du siehst.
— «Лёд, Эдем», пер. О. Седаковой (отрывок)
Седакова противопоставляет преобладающее в европейской поэзии «созерцание идей или форм», которое она связывает с платоновской идеей об иной, метафизической реальности, и «созерцание глубинной сущности мира <…> как непрерывно за всеми вещами и формами творящегося священнодействия» у Целана; по Седаковой, в мире Целана нет места ни для какой «второй», метафизической реальности:

И надо всей этой твоей
 скорбью: никаких
 других небес
Оригинальный текст (нем.)
Über aller dieser deiner

Trauer: kein

zweiter Himmel
— «Шлюз», пер. О. Седаковой (отрывок)
Поэзию Целана, в особенности позднюю, часто характеризуют как загадочную, таинственную, «герметическую», словно содержащую шифр. Строки его стихотворений, по выражению Фелстинера, кажутся наполовину скрытыми тенью, словно они пришли из какого-то древнего языка и нуждаются в переводе даже для носителя языка. Плотность целановского текста и нагруженность отдельных слов часто иллюстрируют стихотворением «Coagula» (от лат. coagulare — «сгущать», «уплотнять», «свёртываться») из сборника «Поворот дыхания», первая строка которого звучит: «И твоя рана, Роза» (нем. Auch deine Wunde, Rosa, пер. О. Седаковой). В письме Петре Соломону в связи с этим стихотворением Целан упоминал цитату из тюремного письма Розы Люксембург, цитату из «Сельского врача» Кафки о служанке Розе и общий ассоциативный ряд, который вызывает имя Роза. Пётр Рыхло добавляет к этим источникам рано умершую подругу поэта по Черновцам Розу Лейбович — «незаживающую рану» — и общее чувство израненности, с которым жил Целан. Ганс-Георг Гадамер, анализируя поэзию Целана в традиции классической герменевтики на примере «Поворота дыхания», считал, что стихотворения этого сборника, при всей их сложности, нельзя охарактеризовать как мутные или допускающие произвольные толкования, они лишь ждут внимательного читателя, готового неторопливо расшифровывать содержащееся в них послание. Петер Сонди, близко знавший Целана, указывал на невозможность понимания многих его стихотворений без знания тех конкретных обстоятельств жизни или переживаний поэта, которые легли в их основу. Отмечая, что при жизни Целан всегда отрицал свойство герметизма у своих стихотворений, Глазова приходит к парадоксу: позицию поэта можно понять либо как принципиальное отсутствие «ключа» к смыслу его стихотворений, либо как отказ выдать такой ключ, который, тем не менее, существует; при этом при утвердительном ответе «да, это герметизм» вопрошающий получил бы тот же результат.

### «Поэзия после Освенцима»
Поэзия Целана, создававшаяся на немецком языке в послевоенные десятилетия, находится в эпицентре споров о роли и месте культуры и в особенности немецкоязычной литературы в катастрофе, которую представляли собой Вторая мировая война и нацизм. Наиболее ёмко предмет этих споров сформулирован в высказывании Теодора Адорно «после Освенцима писать стихи — варварство»; когда Адорно написал эти строки, «Фуга смерти» уже была опубликована, хотя ничто не указывает на возможное знакомство Адорно с поэзией Целана в то время. В «Бременской речи» (1958) Целан рассказал, какими видел свои взаимоотношения с немецким языком после нацизма: «Он, этот язык, единственный не был утрачен, невзирая ни на что. Ему выпало пройти сквозь собственную безответность¸ сквозь страшное онемение, сквозь тысячекратную кромешность смертоносных речей. Он прошёл насквозь, и не нашлось у него ни слова для того, что вершилось. Но он сквозь это прошёл. Прошёл и вышел на свет, „обогащенный“, правда, всем, что было. Я пытался на этом языке в те и последующие годы писать стихи. Писать, чтобы говорить, чтобы искать ориентиры, чтобы выяснить, где я нахожусь и куда меня ведёт, чтобы как-то наметить для себя действительность» (пер. М. Белорусца). Поэт Пьер Джорис описывает эти взаимоотношения через эмпедокловское представление о том, что миром движет взаимодействие двух враждебных друг другу стихий: Любви (Филии) — у Целана любви к матери, как буквально, так и к родному языку — и Ненависти (Нейкос) к её убийцам, говорившим на этом же языке. Язык нацистской Германии характеризовался обильным использованием средств пропаганды, слоганов, оскорбительных обозначений, псевдонаучных терминов и эвфемизмов, маскировавших массовые убийства. По словам Рут Франклин, Целан очищал язык, ломая его, возвращая к корням, прибегая к эффекту отчуждения. Язык Целана включает редкие ботанические, орнитологические и минералогические термины, архаизмы и диалектизмы, он опускал одни слова и нагружал скрытыми аллюзиями другие, в поздние годы экспериментировал с конструированием новых слов; в результате язык «после Освенцима» создавался заново.
Известно, что в марте 1959 году библиотека Целана пополнилась томом Адорно, а летом того же года он путешествовал в швейцарский Зильс-им-Энгадин с намерением встретиться с философом, но они разминулись (по мотивам этой поездки Целан написал эссе «Разговор в горах»). В 1961 году в дискуссию вступил Ханс Магнус Энценсбергер, для которого опровержением тезиса Адорно была поэзия Нелли Закс; Адорно в ответной публикации повторил свою мысль о варварстве. В 1965 году критик Райнхарт Баумгарт в Merkur, журнале, с которым сотрудничал Адорно, со ссылкой на последнего критиковал «Фугу смерти» за чрезмерную эстетизацию Холокоста. Но уже в 1966 году в «Негативной диалектике» Адорно сам отказался от категоричности высказывания: «Многолетнее страдание — право на выражение, <…> поэтому неверно, неправильно, что после Освенцима поэзия уже невозможна». Насколько на это повлияла дискуссия вокруг Целана, неизвестно; Адорно высоко оценивал Целана, считал его единственным послевоенным автором, равным Беккету, и делал подробные заметки к «Решётке языка», но так и не написал задуманного эссе о Целане. Немецкий литературовед Вольфганг Эммерих перечисляет Целана вместе с Нелли Закс, Примо Леви и Имре Кертесом в ряду авторов, которые «уже пятьдесят лет назад показали миру возможность поэзии „перед лицом Холокоста“». По выражению итальянского поэта Андреа Дзандзотто, «Целан делает реальностью то, что казалось невозможным: он не только пишет стихи после Освенцима, но и пишет их по его пеплу». Джорис указывает, что поэзию Целана выделяет среди произведений, авторы которых выжили в Холокосте, то, что Целан не стремится свидетельствовать, донести до читателя свой личный опыт, как это делали Примо Леви, Эли Визель и поэты Абба Ковнер и Авром Суцкевер; напротив, Целан многократно отказывался рассказывать о деталях своей жизни в гетто и лагере.
Одновременно с этим существовала и практика умаления темы Холокоста в поэзии Целана. Фелстинер приводит в пример вышедшую в 1957 году статью, посвящённую опыту преподавания «Фуги смерти» старшеклассникам. Опубликовавшая её учительница выделяла прежде всего формальные достоинства стихотворения и отмечала, как школьники оперируют музыкальными терминами при его разборе, но в ответ на вопрос, считают ли они, что в стихотворение присутствует обвинение, они единодушно обнаруживали прощение, примирение и утоление боли посредством её выражения через произведение искусства. Такое восприятие поэзии Целана не отвечало его интересам и целям (он не поэтизировал прошлое, а желал менять реальность) и было сродни апроприации.

### Стихотворение как рукопожатие
Представления Целана об отношении автора и читателя сформированы образом письма в бутылке из эссе «О собеседнике» Мандельштама. В «Бременской речи» он почти дословно воспроизвёл этот образ. Позже в «Меридиане» Целан развил мысль: «Стихотворение пребывает в одиночества. Оно одиноко, и оно в пути. Кто его пишет, остаётся при-данным ему. Но не находится ли стихотворение именно благодаря этому, уже здесь в ситуации встречи — в таинстве встречи? Стихотворение тянется к Другому. Оно нуждается в этом Другом, нуждается в собеседнике. Оно разыскивает его, чтобы, обращаясь к нему, выговорить себя. Для стихотворения, устремлённого к Другому, всякий предмет и каждый человек — образ этого Другого». Формальным адресатом стихотворения у Целана может быть конкретный человек, возлюбленная, как Ингеборг Бахман, литературный собеседник (Мандельштам, Рильке, Кафка), Бог, камень, слово, буква бет или просто некий «ты». Слово «ты» (нем. du), по подсчётам, в поэтическом корпусе Целана использовано около 1300 раз. Ольга Седакова сравнивает целановское du с «невозможным будто бы уже гимническим „о!“». Для Григория Дашевского поиск Целаном собеседника приобретает трагический накал: в состоянии душевного расстройства, вызванного остаточными проявлениями национал-социализма и личной травмой «дела Голля», Целан предъявляет стихи «как свидетельство, произносимое в поле забвения, замалчивания, равнодушия, враждебности в надежде на чьё-то единичное понимание». В 1960 году, на пике «дела Голля» в письме Хансу Бендеру поэт замечал: «Только правдивые руки пишут стихи. Я не вижу принципиальной разницы между рукопожатием и стихотворением».
Понимание Целаном стихотворения как возможности диалога с конкретным собеседником сделало одним из его постоянных инструментов цитирование в разнообразных формах, инкорпорирующее в текст стихотворения дословную цитату, которая может опознаваться или не опознаваться читателем, или вступающее в сложные интертекстуальные отношения с предшествующим произведением. Как пример последнего Глазова приводит стихотворение «Листок, лишённый дерева»:

Листок, лишенный дерева,
 для Бертольта Брехта:
Что это за времена,
 когда разговор
 уже почти преступление,
 потому что он многое из того, что было сказано,
 подразумевает?
Оригинальный текст (нем.)EIN BLATT, baumlos

für Bertolt Brecht:
Was sind das für Zeiten,

wo ein Gespräch

beinah ein Verbrechen ist,

weil es soviel Gesagtes

mit einschließt?
— «Листок, лишённый дерева», пер. А. Глазовой
В нём Целан полемизирует со стихотворением Бертольта Брехта «К потомкам», в котором есть следующие строки: «Что же это за времена, когда / Разговор о деревьях кажется преступленьем, / Ибо в нём заключено молчанье о зверствах!» Если Брехт называет преступлением разговор о деревьях, который ведут вместо разговора о преступлениях нацизма, то Целан полемизирует с ним, показывая, что можно говорить о деревьях — или даже об их отсутствии (своеобразный паралепсис) — но самим фактом разговора, затрагивающего стихотворение Брехта об умолчании, напоминать о преступлениях
Второе знаменитое стихотворение Целана о Холокосте, «Tenebrae» (из «Решётки языка»), написано от лица евреев, находящихся в газовой камере, но наполнено христианской образностью. Само название (в переводе с латыни — «Тьма») отсылает к отрывку из Евангелия от Матфея, согласно которому во время распятия Иисуса Христа «От шестого же часа тьма была по всей земле до часа девятого» (Мф. 27:45) и совпадает с названием католических служб, проходящих на Страстной неделе. По словам Ханса-Георга Гадамера, в одном можно не сомневаться: стихотворение не было бы названо так, если бы не отсылало ко всей традиции страстей, включая ветхозаветные плачи, собственно Страсти Христовы и их современные интерпретации.

Рядом мы, Господь,
 рядом, рукой ухватишь.
Уже ухвачены, Господь,
 друг в друга вцепившись, будто
 тело любого из нас -
 тело твое, Господь.
Молись, Господь,
 молись нам,
 мы рядом.
Оригинальный текст (нем.)Nah sind wir, Herr,

nahe und greifbar.
Gegriffen schon, Herr,

ineinander verkrallt, als wär

der Leib eines jeden von uns

dein Leib, Herr.
Bete, Herr,

bete zu uns,

wir sind nah.
— «Tenebrae», пер. О. Седаковой (отрывок)
Первые строки «Tenebrae» перефразируют начало «Патмоса» Гёльдерлина, однако с противоположным смыслом: где у Гёльдердина за опасностью следует спасение, у героев Целана нет никакой надежды на него.

Близок Бог

И непостижим.

Где опасность, однако

Там и спасенье.
Оригинальный текст (нем.)Gegriffen schon, Herr,

ineinander verkrallt, als wär

der Leib eines jeden von uns

dein Leib, Herr.
— Ф. Гёльдерлин, «Патмос», пер. В. Микушевича (отрывок)
По совету своего друга, католического философа Отто Пёггелера при первой публикации стихотворения Целан выкинул из него строку «молись нам», которая могла быть воспринята как излишне провокативная, если не богохульная, однако вернул её при издании «Решётки языка»]. Гадамер объясняет, что, по замыслу Целана евреи обращаются к распятому на кресте Иисусу, указывая, что сейчас Он должен молиться не Богу, не знающему, что такое смерть, и потому недостижимому, а к ним («нам»), потому что именно «мы» знаем, что такое смерть и её неизбежность. Другая отсылка не так очевидна. «Друг в друга вцепившись» (ineinander verkrallt) — это, по общепринятому мнению, прямая цитата из вышедшего в 1956 году немецкого перевода книги британского историка Джеральда Райтлингера «Окончательное решение». По словам Фелстинера, здесь задача цитирования — не отослать узнавшего цитату читателя к исходному тексту, но с сохранением ритма включить в текст стихотворения работу историка, документ.

### Переводы
В течение всей жизни Целан переводил поэзию с других языков на немецкий, его первые переводческие опыты относятся ещё к годам взросления в Черновицах. Биографы объясняют то огромное значение, которое Целан придавал переводам, как биографическими обстоятельствами — Пауль Анчель родился и рос в многоязычной среде, а затем стал изгнанником, человеком, для которого домом в первую очередь был родной язык, а не конкретные страна или город, — так и исповедуемой им поэтикой диалога. Переводческое наследие Целана крайне разнообразно: он переводил с семи языков художественную и нехудожественную литературу широчайшего стилистического диапазона, поэзию, драматургию и прозу вплоть до детективных романов, занимался переводами на заказ и устным переводом.
Поэтика перевода Целана оформилась на рубеже 1950-х — 1960-х годов, тогда же, когда в «бременской» и «бюхнеровской» речах и радиопередаче о Мандельштаме он формулировал свои представления о стихосложении. С начала 1960-х переводы Целана приобретают синтаксическую «шероховатость» (Целан передавал метафоры одним сложным словом, переставлял слова, разбивал текст паузами и цезурами), в них могла появиться диалогическая структура (например, добавлением оппозиции «я — ты», которой не было в оригинале). По Целану, в результате работы переводчика его собственная поэзия проходит проверку сравнением с чужими стихами, и одновременно с этим переводчик возвращает из небытия чужое высказывание, актуализируя его и помещая в контекст своего языка; всё это объясняет ту огромную дистанцию, которая существует между оригиналами и переводами Целана.
В полном собрании сочинений Целана поэтические переводы занимают два тома общим объёмом полторы тысячи страниц; Целан также переводил прозу, но это чаще случалось по причинам коммерческого характера. Авторы, которых переводил Целан (на немецкий, если не указано иное):
с французского
- Гийом Аполлинер
- Антонен Арто
- Жан Базен
- Шарль Бодлер
- Ив Бонфуа
- Андре Бретон
- Андре дю Буше
- Поль Валери
- Поль Верлен
- Иван Голль
- Робер Деснос
- Жан Дэв
- Жак Дюпен
- Жан Кейроль
- Жан Кокто
- Стефан Малларме
- Морис Метерлинк
- Оскар Милош
- Анри Мишо
- Жерар де Нерваль
- Анри Пастуро[фр.]
- Бенжамен Пере
- Пабло Пикассо
- Артюр Рембо
- Рютбёф
- Эме Сезер
- Жорж Сименон
- Жюль Сюпервьель
- Эмиль Чоран
- Рене Шар
- Андре Шедид
- Поль Элюар

с русского
- Александр Блок
- Евгений Евтушенко
- Сергей Есенин
- Михаил Лермонтов (на румынский)
- Осип Мандельштам
- Владимир Маяковский
- Борис Пастернак
- Константин Симонов (на румынский)
- Константин Случевский
- Велимир Хлебников
- Антон Чехов (на румынский)

с английского
- Руперт Брук
- Эмили Дикинсон
- Джон Донн
- Эндрю Марвелл
- Марианна Мур
- Роберт Фрост
- А. Э. Хаусман
- Уильям Шекспир

с румынского
- Джеллу Наум
- Тудор Аргези

с иврита
- Давид Рокеах[нем.]

с итальянского
- Джузеппе Унгаретти

с португальского
- Фернандо Пессоа[206]

### Переписка
Отдельное место в наследии Целана занимает его переписка, которая рассматривается как прозаический корпус, имеющий самостоятельную литературную ценность. Отдельные письма с самого начала предназначались для публикации, в других появляются фразы и идеи, впоследствии вошедшие в стихотворения. Среди наиболее важных корреспондентов Целана — его жена Жизель, Нелли Закс, писатель Франц Вюрм, писатель Герман Ленц и его жена Ханна, Ингеборг Бахман, Илана Шмуэли, директор издательства S. Fischer Verlag Рудольф Хирш, филолог Петер Сонди.

## Значение и память
Пауль Целан считается самым значительным немецкоязычным или, шире, европейским послевоенным поэтом. По утверждению целановеда Петера Госенса, влияние уроженца Черновиц на мировую литературу среди немецкоязычных авторов сравнимо только с влиянием Гёте, Гёльдерлина и Кафки. Для Григория Дашевского это «центральный автор для послевоенного европейского самосознания». Французский поэт Мишель Деги утверждал, что жизнь Целана стала аллегорией европейской истории XX века, его самого называл эпонимом Германии, а о поэзии Целана, по его словам, пишут так, словно она «была порукой за всякую поэзию вообще». Уникальность места Целана в немецкой литературе обусловлена ещё и его биографическими обстоятельствами: он никогда не жил в Германии и не имел немецкого гражданства, но всю жизнь писал преимущественно на немецком, который был его родным языком. Джорис замечает, что если бы Целан хотя бы часть своего поэтического корпуса создавал на французском, которым он владел в совершенстве, то рассматривался бы в ряду выдающихся писателей-эмигрантов, в итоге ставших частью французской литературы, таких как Сэмюэл Беккет, Эжен Ионеско и Тристан Тцара. Огромно влияние Целана на поколение немецкоязычных авторов, родившихся в 1950-х — 1960-х, таких как Петер Ватерхаус, Томас Клинг, Марсель Байер и Дурс Грюнбайн. Более молодые авторы редко непосредственно наследуют Целану, поэзия которого ассоциируется, по выражению Морица Баслера, с «литературой стыда, преодоления, проблематизации и разоблачения», хотя его место в каноне не подвергается сомнению. Значительна рецепция Целана американской поэзией, его — не в последнюю очередь из-за личного знакомства — переводили на французский крупнейшие современные поэты (Анри Мишо, Ив Бонфуа, Андре дю Буше и другие). Среди русских поэтов несомненно влияние Целана на Елизавету Мнацаканову, Ольгу Седакову, Геннадия Айги. Попытки Целана использовать поэзию для передачи работы мысли и конструирования нового языка привлекали к его творчеству внимание философов: поэзии Целана посвящали свои работы Морис Бланшо, Жан Боллак, Ханс-Георг Гадамер, Жак Деррида, Филипп Лаку-Лабарт, Эммануэль Левинас, Отто Пёггелер. В 2005 году Джорис оценивал корпус работ, посвящённых Целану, в более чем шесть тысяч публикаций на более чем десятке языков.
Поэзия Целана постоянно привлекает академических композиторов, на его стихи созданы сотни музыкальных произведений. Среди наиболее известных его интерпретаторов Харрисон Бёртуистл, Михаэль Денхофф, Пауль-Хайнц Дитрих, Тило Медек, Майкл Найман Ариберт Райманн, Вольфганг Рим, Петер Ружичка.
В 1992 году на родине Целана в Черновцах был установлен памятник поэту, а одна из улиц города носит его имя. С 2010 года в Черновцах проходит литературный фестиваль «Meridian Czernowitz». Его учредителями также основаны одноимённое издательство и Литературный целановский центр.

### Поэтические сборники
- Песок из урн (Der Sand aus den Urnen, 1948)
- Мак и память (Mohn und Gedächtnis, 1952)
- От порога к порогу (Von Schwelle zu Schwelle, 1955)
- Решётка языка (Sprachgitter, 1959)
- Роза-Никому (Die Niemandsrose, 1963)
- Поворот дыхания (Atemwende, 1967)
- Нити солнц (Fadensonnen, 1968)
- Бремя света (Lichtzwang, 1970, издан посмертно)
- Снежная часть (Schneepart, 1971, издан посмертно)
- Подворье времени (Zeitgehöft, 1976, издан посмертно)

### Отдельные издания поэтических переводов
- Rimbaud, Arthur. Bateau ivre. Das trunkene Schiff / Übertragen von Paul Celan. — Wiesbaden: Insel, 1958. — 24 S.
- Block, Alexander. Die Zwölf (нем.) / Übertragen von Paul Celan. — Frankfurt/M.: Fischer, 1958. — 23 S.
- Mandelstamm, Ossip. Gedichte / Deutsch von Paul Celan. — Frankfurt/M.: Fischer, 1959. — 63 S.
- Valery, Paul. Die junge Parze / Übertragen von Paul Celan. — Wiesbaden: Insel, 1960. — 34 S.
- Drei russische Dichter. Alexander Block, Ossip Mandelstamm, Sergej Jessenin / Übertragen von Paul Celan. — Frankfurt/M.: Fischer, 1963. — 140 S.
- Jessenin, Sergej. Gedichte / Ausgewählt und übertragen von Paul Celan. — Frankfurt/M.: Fischer, 1961. — 64 S.
- Shakespeare, William. Einundzwanzig Sonette / Deutsch von Paul Celan. — Frankfurt/M.: Insel, 1967. — 47 S.
- Ungaretti, Giuseppe. Das verheißene Land. Das Merkbuch des Alten (нем.) / Deutsch von Paul Celan. — Frankfurt/M.: Insel, 1968. — 124 S.

### Основные издания на русском языке
- Пауль Целан. Стихотворения / пер. с нем., состав., примеч. Марка Белорусца. — Киев: Гамаюн, 1998. — 109 с. — ISBN 966-7027-00-7.
- Пауль Целан. Кристалл. Избранные стихи / сост. и пер. Лилит Жданко-Френкель. — М., Иерусалим: Мосты культуры; Гешарим, 2005. — 224 с. — ISBN 5-93273-210-5.
- Пауль Целан. Стихотворения. Проза. Письма / сост., пер., комм., послесл. Марка Белорусца и Татьяны Баскаковой. — М.: Ad Marginem, 2008. — 736 с. — ISBN 978-5-91103-022-3.
  - Стихотворения. Проза. Письма. М.: Ад Маргинем, 2021. 736 с. ISBN 978-5-91103-159-6
- Говори и ты / сост., пер. и комм. Анны Глазовой. — New York: Ailuros Publishing, 2012. — 115 с. — ISBN 978-0-9838762-9-8.
- Время сердца. Переписка Ингеборг Бахман и Пауля Целана / пер. Татьяны Баскаковой и Александра Белобратова. — М.: Ad Marginem, 2016. — 416 с. — ISBN 978-5-91103-262-3.
- Мак и память / пер. Алёши Прокопьева. — М.: libra, 2017. — 76 с.
- От порога к порогу / пер. Алёши Прокопьева. — М.: libra, 2020. — 63 с. — ISBN 978-5-98585-291-2.
- Решётка речи / пер. Алёши Прокопьева. — М.: libra, 2022. — 36 с. — ISBN 978-5-6048184-1-1.
- Избранные стихотворения / пер. Николая Болдырева-Северского. М.: Водолей, 2019. 372 с. ISBN 978-5-91763-482-1
- Четыре поэта: Райнер Мария Рильке, Поль Клодель, Томас Стернз Элиот, Пауль Целан / пер. Ольги Седаковой. — М.: Jaromir Hladik Press, 2020. — 147 с. — ISBN 978-5-604-44054-4.
- Пауль Целан. Этого Никто Роза / пер. Алёши Прокопьева. — М.: libra, 2024. ISBN 978-5-6049756-9-5

## Комментарии
1. ↑  В 1964 году в интервью Эрнсту Шнабелю[нем.] для Norddeutscher Rundfunk Целан говорил: «Моя фамилия произносится не по-французски, а ц-е-л-а-н, без носового звука на конце и с ударением на первый слог»[8].
2. ↑  В 1960 году Закс была присуждена премия Дросте[нем.], и на её вручение она впервые с 1940 года прибыла в Германию, но чтобы как можно меньше времени провести на немецкой земле, остановилась в Швейцарии[70]. На обратном пути она посетила Целанов в Париже[71].
3. ↑  Переговорная решётка по-немецки Sprechgitter, но Целан конструирует созвучный этому слову окказионализм.
4. ↑  В письме от 28 октября 1959 года Нелли Закс писала: «Дорогой Пауль Целан, мы с Вами и впредь должны, несмотря на разделяющее нас расстояние, говорить друг другу правду. Между Парижем и Стокгольмом протянут меридиан боли и утешения.»[70][120].
5. ↑  К убийству Розы Люксембург отсылает и более позднее стихотворение «Ты лежишь в глубоком внимании…» (написано в декабре 1967 года, вошло в сборник «Снежная часть»)[173].
6. ↑  Цитата из статьи Адорно «Культурная критика и общество» (нем. Kulturkritik und Gesellschaft), написанной в 1949 году и впервые опубликованной в 1951 году[177].
7. ↑  «Мореплаватель в критическую минуту бросает в воды океана запечатанную бутылку с именем своим и описанием своей судьбы. Спустя долгие годы, скитаясь по дюнам, я нахожу ее в песке, прочитываю письмо, узнаю дату события, последнюю волю погибшего. Я вправе был сделать это. Я не распечатал чужого письма. Письмо, запечатанное в бутылке, адресовано тому, кто найдет ее. Нашёл я. Значит, я и есть таинственный адресат. <…> Письмо, равно и стихотворение, ни к кому в частности не адресованы. Тем не менее оба имеют адресата: письмо — того, кто случайно заметил бутылку в песке, стихотворение — „читателя в потомстве“.»[189]